# Phoebe declinata
Phoebe declinata är en lagerväxtart som beskrevs av Nees.. Phoebe declinata ingår i släktet Phoebe och familjen lagerväxter. Inga underarter finns listade i Catalogue of Life.